# Futebol na Bélgica
O futebol na Bélgica é praticado desde o final do século XIX, sendo seu esporte mais popular. 
A Federação Belga de Futebol foi fundada em 1895 para trazer alguma ordem e organização para o esporte. O primeiro jogo da selecção nacional foi disputado em 1 de maio de 1904 (3 a 3, contra a França).
As equipes com maior número médio de espectadores durante a temporada 2009-2010 foram: Standard de Liège, Club Brugge KV, RSC Anderlecht e KRC Genk, todos entre 19 e 25 mil espectadores, em média.
Tradicionalmente, Anderlecht, Club Brugge e Standard de Liège, os maiores vencedores das competições da Bélgica, são os três clubes que despontam todos os anos como favoritos a ganhar uma vaga para a Liga dos Campeões da UEFA, a principal competição continental.

## Estilo de jogo nacional
A Bélgica, tanto a seleção de futebol nacional, quanto as equipes da primeira divisão têm uma reputação para o jogo físico. Isso veio como resultado de uma falta de jogadores tecnicamente qualificados e de estrangeiros não autorizados a jogar na Bélgica, devido a restrições legais. Isso mudou após a lei Bosman, que forçou a liberalização do mercado de jogadores de futebol na Europa. Em resposta, os clubes belgas começaram a comprar jogadores desconhecidos da Europa Oriental, América do Sul e África. Isto tem duas consequências contraditórias. Por um lado, a equipe nacional foi enfraquecida pela oportunidade reduzida para os jogadores nativos de ganharem uma vaga na equipe nacional. Por outro lado, a Jupiler League reforçou o seu estatuto de uma liga de entrada para os jogadores que depois passam a jogar em alguns dos maiores clubes europeus.

## Jupiler League
O primeiro campeonato belga de futebol, a Jupiler League é uma das mais antigas do mundo. Desde 1986 acontecem jogos oficiais. A primeira divisão é nomeada assim pois o patrocinador principal da liga é a fábrica de cerveja Jupiler.
O campeão se qualifica diretamente para a Liga dos Campeões, enquanto o segundo colocado pega a repescagem. A Primeira Divisão é constituída por 18 equipes e 3 são rebaixadas para a segunda divisão.
Equipes na temporada 2008-2009 da Jupiler League:
- RSC Anderlecht
- AFC Tubize
- FC Bruges
- Cercle Bruges
- KV Kortrijk
- KSV Roeselare
- SV Zulte-Waregem
- KAA Gent
- SC Lokeren
- FCV Dender EH
- Germinal Beerschot Antwerpen
- KV Mechelen
- VC Westerlo
- KRC Genk
- Excelsior Mouscron
- Sporting Charleroi
- RAEC Mons
- Standard Liège